# Гаритано, Гаиска
Гаи́ска Гарита́но Аги́рре (исп. Gaizka Garitano Aguirre; род. 9 июля 1975[…], Бильбао, Страна Басков) — испанский футболист и футбольный тренер.

## Футбольная карьера
Гаритано родился в Бильбао, Страна Басков. Он вырос в рядах «Атлетик Бильбао», играя вместе со своим дядей, Андером Гаритано, однако за основную команду не сыграл ни одного матча, играя за резерв, а также выступая в аренде за скромные клубы. В 1999 году он присоединился к команде из Сегунда Дивизион B «Оренсе».
После этого Гаритано перешёл в клуб «Эйбар» из Сегунды — его второе пришествие — и, в сезоне 2004/05, будучи капитаном клуба, привёл свою команду к четвёртому месту в чемпионате, сохраняя шансы на историческое продвижение в Ла Лигу до последнего тура.
Но первые свои шаги в элитном дивизионе Гаритано сделал за «Реал Сосьедад», его дебют состоялся 27 августа 2005 года в проигранном со счётом 0:3 матче против «Атлетика Бильбао» (ему уже было 30 лет). После трёх сезонов, в которых он стал важным членом основной команды, он присоединился к соседнему «Депортиво Алавес», завершив карьеру в июне 2009 года в возрасте 34 лет после вылета клуба в третий дивизион.
Сразу после завершения карьеры, сыграв в более чем 300 матчей на втором уровне Испании, Гаритано стал тренером, начав в качестве помощника в также недавно вылетевший в третий дивизион «Эйбар». Он был назначен тренером основной команды в сезоне 2012/13, который закончился продвижением команды.
В сезоне 2013/14 Гаритано сумел установить историческое достижение своего клуба: его команда стала победителем Сегунды и вышла в Ла Лигу. По завершении сезона Гаритано покинул команду.
В июле 2015 года Гаритано возглавил «Реал Вальядолид».
Летом 2016 года возглавил «Депортиво», но в феврале следующего года был уволен из команды из-за плохих результатов.
4 декабря 2018 года, после увольнения предыдущего главного тренера Эдуардо Бериссо, возглавил «Атлетик» из Бильбао, сначала на временной основе, затем — постоянно.
3 января 2021 года «Атлетик» Бильбао на своём официальном сайте сообщил, что главный тренер клуба Гаиска Гаритано отправлен в отставку после серии неудачных матчей в сезоне 2020/21, так как после 17 матчей «Атлетик» занимал всего лишь 9-е место в испанской Примере, имея в своём активе 21 очко.